# Fulminaat

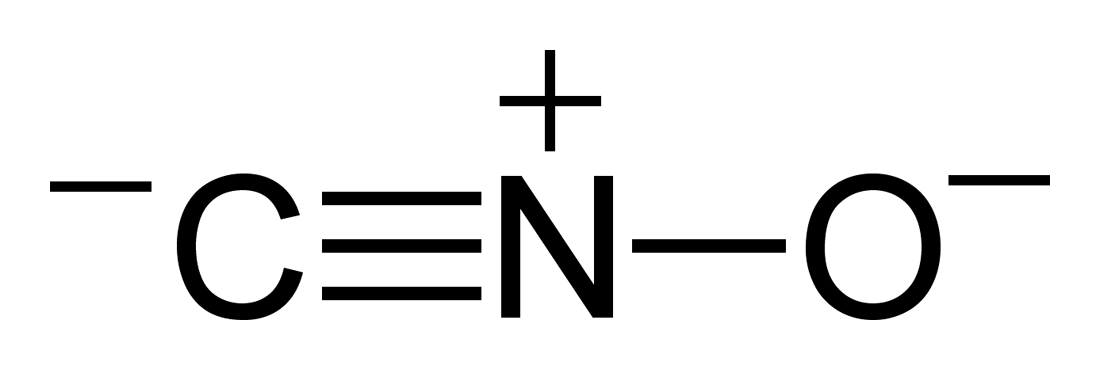
Structuurformule van het fulminaat-ion

Een fulminaat is een zout van fulminezuur, een verbinding tussen koolstof, stikstof en zuurstof. Het fulminaat-ion is eenwaardig negatief geladen en gedraagt zich als een halogeen. Door de instabiliteit van de N-O-binding, worden fulminaten veelal als explosieven gebruikt. De naam is afgeleid van het Latijnse fulminare, dat bliksemen betekent.

## Synthese
Fulminaten kunnen worden gesynthetiseerd uit een reactie van metalen (zoals kwik en zilver), die zijn opgelost in salpeterzuur, met ethanol.

## Fulminaatverbindingen
- Fulminezuur (HCNO)
- Kaliumfulminaat (KCNO)
- Kwikfulminaat (Hg(CNO)2)
- Zilverfulminaat (AgCNO)